# Ферети (Пескара)
Ферети (итал. Ferretti) је насеље у Италији у округу Пескара, региону Абруцо.
Према процени из 2011. у насељу је живело 16 становника. Насеље се налази на надморској висини од 42 м.